# Claxon
Claxon foi uma série de televisão portuguesa de género policial, transmitida aos sábados pela RTP1 de 2 de Março a 15 de Junho de 1991, resultando num total de 13 episódios. Tem como principais actores: António Cordeiro, Margarida Reis, António Paulos, Ricardo Carriço, Jorge Nogueira, Tomás Machado.
Esteve em votação, na RTP, juntamente com outras 9 séries, para eleição da melhor ficção nacional de sempre.

## Enredo
Na Grande Cidade, onde o crime espreita e os casos não podem esperar, está Claxon (António Cordeiro), detetive privado.
Desorganizado, Claxon conta com um anjo protetor, a sua secretária Ruby Tuesday (Margarida Reis). O detetive nunca consulta os arquivos nas suas investigações, pois conta com o apoio do amigo e jornalista Rick Planeta (Ricardo Carriço), que é repórter de O Relâmpago. Nenhum obstáculo o faz tropeçar, exceto a presença de Bob Caroço (António Paulos), um medíocre e ambicioso inspetor de polícia, que tem por vício colher os louros que, por direito, pertencem a Claxon.
Sedução é a palavra de ordem nesta série de polícias, detetives, mulheres belas, crimes e roubos.

## Elenco
- António Cordeiro como Joe Claxon
- Ricardo Carriço como Rick Planeta
- Margarida Reis como Ruby Tuesday
- Jorge Nogueira como Bill Bao
- António Paulos como Bob Caroço
- Tomás Machado como Ajudante

## Curiosidades
- Recheada de ação, violência e sexo q.b., Claxon foi rodada em 35 milímetros, película dimensionada a pensar no grande ecrã. Exibida no horário nobre de sábado e produzida como se de cinema se tratasse, mostrou-se diferente do tudo o que já se tinha visto na televisão portuguesa.
- Teve a chancela da produtora Miragem, que até então se dedicara somente à produção de comerciais e cujos criadores eram dois ex-elementos dos Táxi: Henrique Oliveira (realizador) e Rui Taborda (diretor de fotografia).
- António Cordeiro, para além de dar vida ao protagonista, foi também um dos autores, em parceria com António Avelar de Pinho. Cada um deles fez uso das suas influências: António Avelar de Pinho, a banda desenhada; António Cordeiro, o cinema.
- A ideia surgiu em 1988 mas foi sofrendo alterações, como explicou António Cordeiro: “No início não era de maneira nenhuma este projeto. Depois foi passando por depurações, sendo trabalhado por mim e pelo António Avelar de Pinho e a seguir pelo Henrique, que deu a pintura final, até pelas opções que ele tinha em termos de estética, ou que nós tínhamos e ele queria aprofundar”.
- Com a influência dos “heróis de papel” da banda desenhada e dos filmes B, a série apresentava um registo soturno, a lembrar os velhos filmes de espionagem.
- Claxon passava-se num tempo indeterminado (apenas se sabia que era no século XX).
- O local da ação era uma metrópole chamada Grande Cidade.
- As gravações decorreram na cidade do Porto, onde se sediava a Miragem.
- Primando pela inovação, Claxon esteve no top das audiências, o que, para Ricardo Nogueira, diretor do Departamento de Programas de Ficção do Canal 1 da RTP, não constituiu uma surpresa: “Decisivamente, Claxon cumpriu em muitos aspetos aquilo que se esperava da série, registando uma melhoria qualitativa da iluminação (fotografia), cenografia e da eficácia narrativa. Pode dizer-se que, nesses aspetos, a série inovou”.
- Também António Cordeiro fez um balanço positivo: “Foi nitidamente um salto em frente. Foi uma aposta a todos os níveis e ganha a muitos níveis. É evidente que um projeto que aparece numa atitude pioneira, com uma equipa nova, indo buscar muita gente nova, correndo o risco de essas caras novas não serem de atores, tem problemas. Acho que jogámos no pioneirismo. E isso tem debilidades. O pioneirismo começa a desbravar recursos e caminhos que necessariamente nunca ninguém cruzou e tem perigos que nós não conhecemos. As coisas só têm virtudes quando são feitas. E só têm virtudes quando têm falhas. Porque nos permitem aprender com elas. Muitas vezes nós não fazemos porque temos medo de falhar. Mas eu acho que não falhámos. O Claxon foi um marco. Agora esperemos que venham coisas melhores. Muitas e boas”.
- De entre as muitas participações especiais, há algumas curiosas a assinalar: Carlos Alberto Vidal como um rececionista de hotel, Lena Coelho como uma stripper, Sofia Morais como uma jornalista e Rui Reininho como um tocador de maracas.
- Em português, a palavra claxon significa buzina.
- O protagonista esteve para se chamar Gil, faltava-lhe o apelido. António Avelar de Pinho e António Cordeiro iam de automóvel a discutir o assunto quando, num engarrafamento de trânsito, os carros começaram todos a buzinar, a tocar o cláxon. Daí o nome do detetive.
- Era perfeitamente percetível que a voz de alguns atores era dobrada. A título de exemplo, refira-se o episódio "Morte em direto", em que a voz da mulher de Belchior Livox (Jorge Pinto) é feita por Emília Silvestre. Já no episódio "Fim-de-semana na Pousada Castafiori", a voz de Clarabela é feita por Josefina Ungaro.
- Este foi o último trabalho do ator Ruy Furtado, que, no entanto, também teve a sua voz dobrada por José Pinto.
- Alguns episódios assumiram características que os diferenciaram dos outros: "Chamada do além" teve contornos de filme de terror, "Insónia" foi quase todo contado em flashback, com a imagem a preto-e-branco e em formato 16:9 e "Fim-de-semana na Pousada Castafiori" lembrava um policial de Agatha Christie.
- Claxon teve uma banda sonora original que foi editada pela A&R. De referir que a versão em CD tem 3 músicas a mais do que as disponíveis no disco de vinil.
- Segundo a TV 7 Dias, Claxon teria também sido adquirida para uma adaptação radiofónica, igualmente em 13 episódios, com o título de "As Noites Negras de Joe Claxon".
- Claxon teve duas reposições na RTP1: entre 14 de Setembro de 1992 e 30 de Setembro de 1992, de manhã, entre 15 de Agosto de 1994 e 31 de Agosto de 1994, à tarde. Também já teve duas reposições na RTP Memória em 2008 e 2018.